# Європейський (готель, Одеса)
Будинок Маразлі (готель «Європейський») — будівля в Одесі (Україна) за адресою Італійська вулиця, будинок № 2 (на розі із вул. Ланжеронівською, 7). Побудовано у 1835 році за проектом архітектора Франца Боффо, належав Григорію Маразлі. Пам'ятка історії та архітектури.

## Історія

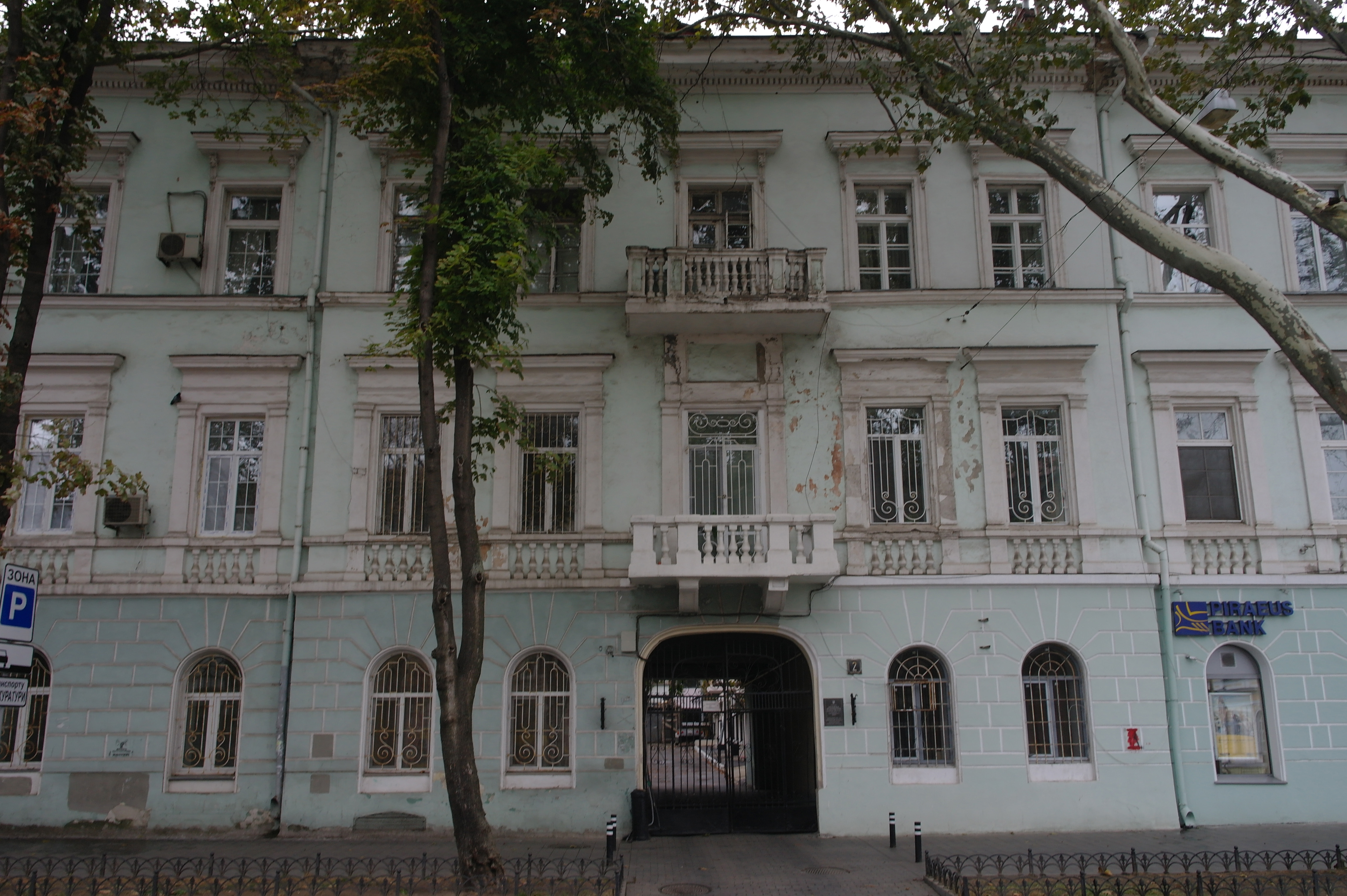
Фасад будівлі з боку вул. Італійської

Будинок був зведений не на порожньому місці — згідно з істориком А. А. Скальковським, на цьому місці, ще за часів Хаджибея тут існувала перша Хаджибейська митниця. Власне сам будинок був збудований у 1835 році за проектом архітектора Франца Карловича Боффо і належав міському голові Григорію Григоровичу Маразлі.
У 1910-х роках у будівлі, більшою мірою з боку Ланжеронівської вулиці, одночасно розташовувалися: торгово-комісійна контора власника будинку купця Германа Гозіасона, спеціалізацією якої були колоніальні товари, мануфактура і липкий папір від мух, що широко використовувався тоді, агентурно-комісійна контора, що постачала, серед іншого, фарби фабрики «Якір», мило компанії «Свічка» та мінеральні води товариства «Гуніяді Янос», посередницька контора Ярославського, що займалася реалізацією парфумерних та косметичних товарів, транспортно-експедиційне акціонерне товариство «Гергард та Гей», яке здійснювало і функції одеського представництва лондонського банку А. Ріффера. Крім того, в цьому будинку розміщувалися редакції щоденних газет — «Голос Одеси» та «Термінова вечірня пошта», а також «фірмова» пивна крамниця Товариства одеських пивоварень.

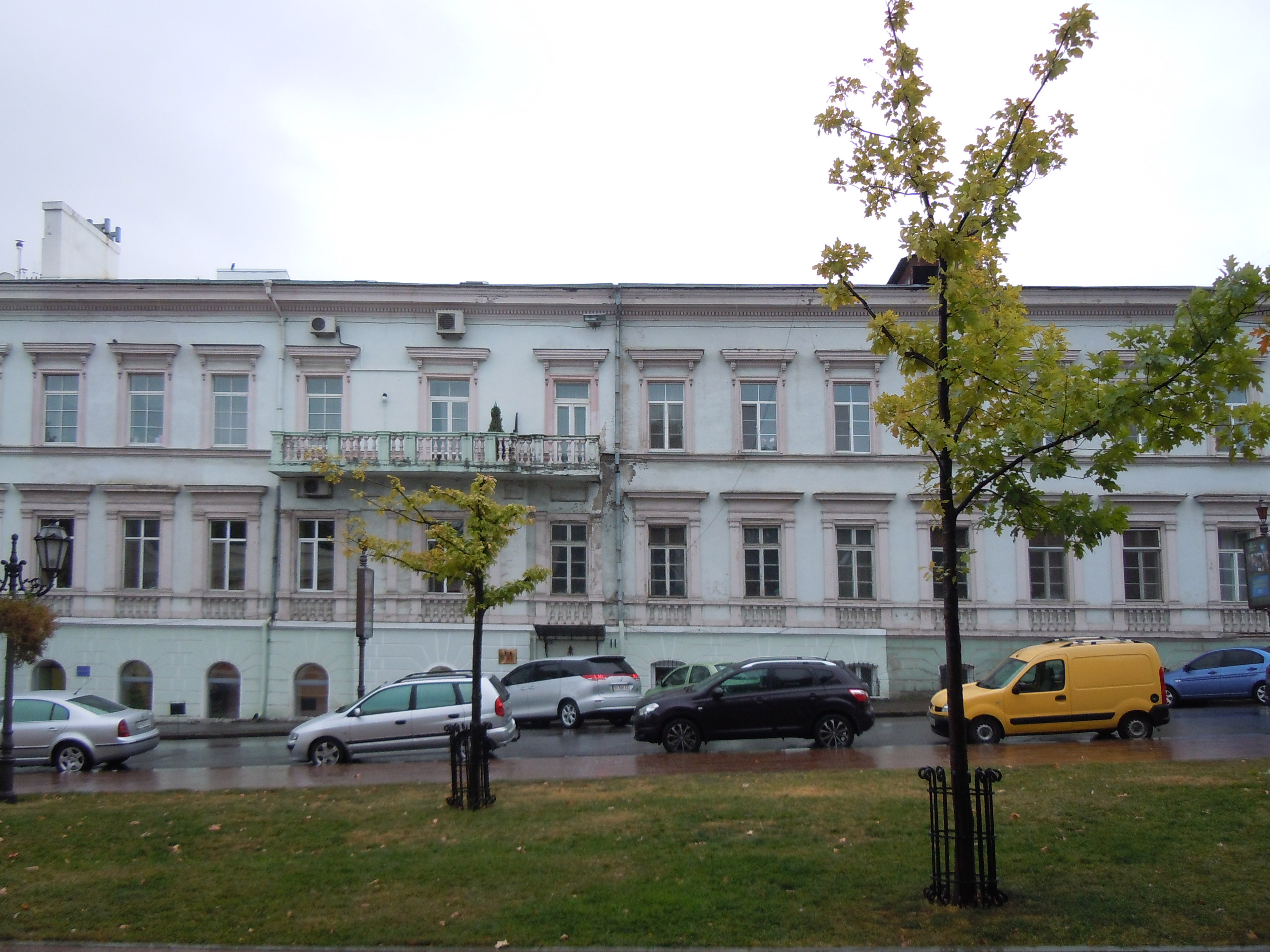
Фасад будівлі з боку вул. Ланжеронівської

Власне готель «Європейський» облаштувався у будівлі тільки на початку XX століття, і на той час був достатньо фешенебельним і використовувалося в якості культурного хабу. Так, у 1911 року в приміщенні готелю відбулися установчі збори автомобілістів міста, і було створено Одеське автомобільне товариство.
У 1940-х роках відбулася реконструкція всієї будівлі за проектом архітектора А. Р. Копилова. Наступне відновлення стану будівлі відбулося у 2017 році, коли на реставрації було виділено 8 мільйонів 977 тисяч 400 гривень із міського бюджету.

## Відомі мешканці
- Іван Аксаков — російський письменник і поет (у 1855—1856 роках)
- Володимир Сосюра — український поет (у 1920 р.).